# Pu Si Lung
Pu Si Lung hay Phu Si Lùng là ngọn núi nằm ở biên giới Việt Nam và Trung Quốc, cao 3073 m. Phần Việt Nam của núi thuộc xã Pa Vệ Sử, huyện Mường Tè, tỉnh Lai Châu.
Núi là một đỉnh trong Dãy núi Pu Si Lung.
Để đến núi này ở phần Việt Nam, cần xin giấy phép tại Bộ chỉ huy Bộ đội biên phòng tỉnh Lai Châu tại thành phố Lai Châu, sau đó giấy sẽ được trình báo ở đồn biên phòng xã Pa Vệ Sử. Đồn này sẽ cho người dẫn đến núi.